# Moncloa-Aravaca
Moncloa-Aravaca es uno de los 21 distritos que conforman la ciudad de Madrid. Administrativamente se divide en los barrios de Casa de Campo (91), Argüelles (92), Ciudad Universitaria (93), Valdezarza (94), Valdemarín (95), El Plantío (96) y Aravaca (97). 

## Historia
Moncloa-Aravaca aparece por primera vez como término, formado por las acepciones de Moncloa y de Aravaca —unidas por un guion para dar nombre a uno de los territorios en los que administrativamente se dividió el municipio de Madrid— en el contexto del llamado «proceso de descentralización» que el Ayuntamiento de Madrid puso en marcha en la década de los ochenta coincidiendo con los mandatos municipales de los alcaldes Enrique Tierno Galván y Juan Barranco Gallardo. Este distrito municipal, el tercero en superficie de Madrid, surge de la fusión de barrios adyacentes al centro de Madrid, el antiguo municipio de Aravaca y barrios nuevos como Valdezarza o Valdemarín.
Desde entonces este distrito de Madrid ha existido como tal, aunque por parte de sus vecinos el grado de conocimiento sea inferior al que presentan otros distritos madrileños más homogéneos, como Centro, Salamanca o Chamberí.

## Geografía

División en barrios del distrito de Moncloa-Aravaca

Al igual que Fuencarral-El Pardo, es un distrito con una gran superficie de zonas verdes, destacando en el mismo la Casa de Campo, parque considerado como el principal pulmón de la ciudad.
El distrito queda delimitado por:
- Los límites con los términos municipales de Pozuelo de Alarcón y Majadahonda al oeste.
- Las carreteras M-40 y M-605, que lo separan del vecino distrito de Fuencarral-El Pardo.
- Las calles Guecho, Elgóibar, Deusto, Príncipe de Viana y el camino de Casaquemada de la colonia La Florida, que lo separan igualmente de Fuencarral-El Pardo.
- La avenida de la Ilustración, que lo separa de Fuencarral-El Pardo.
- La avenida de Fuentelarreina, que lo separa del barrio homónimo de Fuencarral-El Pardo.
- La calle del Valle de Mena, que lo separa de los barrios de Peñagrande y El Pilar (Fuencarral-El Pardo).
- El camino del Chorrillo, la calle Ofelia Nieto y la avenida de Pablo Iglesias, que lo separan del distrito de Tetuán.
- Las avenidas de la Reina Victoria, de la Moncloa y de Juan XXIII, que lo separan del distrito de Chamberí.
- Las calles de Isaac Peral, Arcipreste de Hita y Meléndez Valdés, que lo separan del distrito de Chamberí.
- La calle de la Princesa, que lo separa de los distritos de Chamberí y Centro.
- La plaza de España y la cuesta de San Vicente, que lo separan del distrito Centro.
- La avenida de Portugal, el camino Viejo de Campamento, el paseo de Extremadura y la Tapia de la Casa de Campo, que lo separan del distrito de Latina.

Es un distrito cuyos barrios no están tan cohesionados entre sí como los barrios de otros distritos. Es difícil desde los barrios de El Plantío, Aravaca o Valdemarín llegar a pie hasta la junta municipal de distrito, puesto que quedan separados de los otros barrios por la autovía de circunvalación M-30, de ahí que el distrito esté formado por tres barrios de la almendra central: Argüelles, Valdezarza y Ciudad Universitaria, uno a caballo entre la almendra central y el extrarradio de la M-30, Casa de Campo, y tres del extrarradio, Valdemarín, Aravaca y El Plantío (este último por fuera de la M-40).
El distrito limita principalmente con el municipio de Pozuelo de Alarcón, pero también con el de Majadahonda.

## Educación
En el distrito de Moncloa-Aravaca, hay 30 guarderías (5 públicas y 25 privadas), 9 colegios públicos de educación infantil y primaria, 6 institutos de educación secundaria, 19 colegios privados (con y sin concierto) y 2 centros extranjeros.
El Plantío tiene el Colegio Japonés de Madrid (CJM-EN), un colegio japonés en el extranjero. El CJM incluyendo la Escuela Complementaria Japonesa de Madrid, un instituto complementario japonés a tiempo parcial.

## Transporte

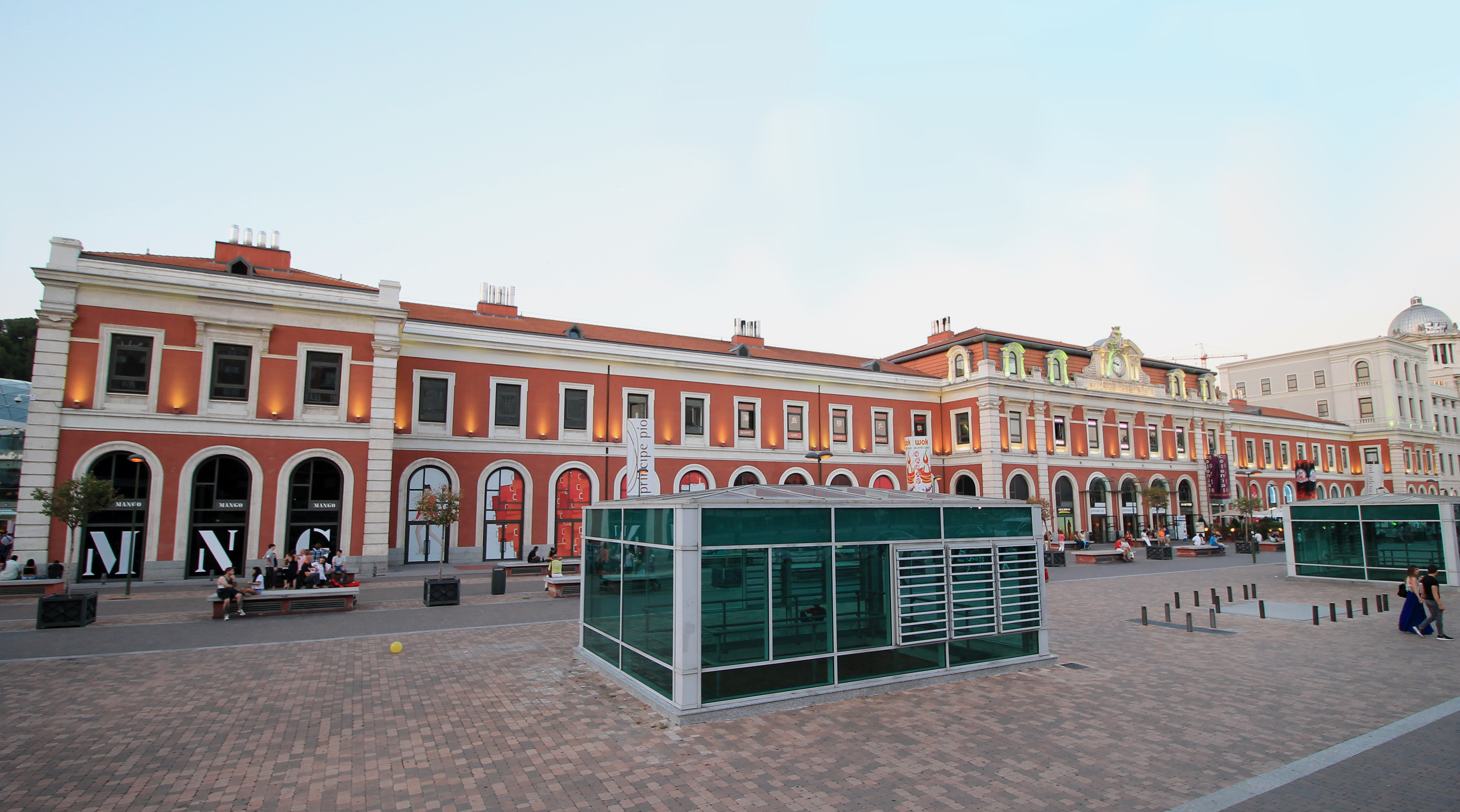
Estación de Príncipe Pío

### Cercanías Madrid
Se encuentran dentro de este distrito las siguientes estaciones, todas pertenecientes a las líneas C-7 y C-10 de la red:
- Príncipe Pío (Casa de Campo)
- Aravaca (Aravaca)
- El Barrial-Centro Comercial Pozuelo (El Plantío)

### Metro y Metro Ligero
Son varias las líneas que atraviesan este distrito:
- : da servicio al barrio de Argüelles con las estaciones de Moncloa, Argüelles, Ventura Rodríguez y Plaza de España.
- : da servicio al barrio de Argüelles con la estación homónima.
- : da servicio aparte del barrio de Casa de Campo con la estación homónima.
- : da servicio a los barrios de Ciudad Universitaria, Argüelles y Casa de Campo con las estaciones de Guzmán el Bueno, Vicente Aleixandre, Ciudad Universitaria, Moncloa, Argüelles y Príncipe Pío.
- : da servicio a los barrios de Ciudad Universitaria y Valdezarza con las estaciones de Guzmán el Bueno, Francos Rodríguez, Valdezarza y Antonio Machado.
- : da servicio a los barrios de Argüelles y Casa de Campo con las estaciones de Plaza de España, Príncipe Pío, Lago, Batán y Casa de Campo.
- : da servicio al barrio de Casa de Campo con la estación de Príncipe Pío.
- : da servicio al barrio de Aravaca con las estaciones de Berna y Estación de Aravaca.

### Autobuses
Son varias las líneas urbanas e interurbanas que recorren los barrios de este distrito.

#### Líneas urbanas

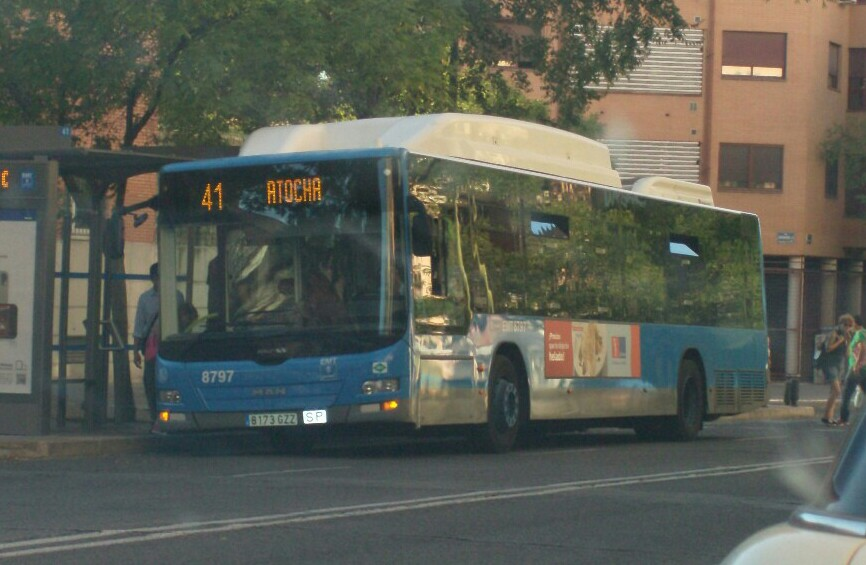
Un autobús de la línea 41

Dentro de la red de la Empresa Municipal de Transportes de Madrid, las siguientes líneas prestan servicio a barrios de este distrito:
| Línea | Terminales                                      |
| ----- | ----------------------------------------------- |
| 1     | Cristo Rey – Prosperidad                        |
| 2     | Manuel Becerra – Reina Victoria                 |
| 16    | Moncloa – Pío XII                               |
| 21    | Pintor Rosales – El Salvador                    |
| 25    | Plaza de España – Casa de Campo                 |
| 33    | Príncipe Pío – Casa de Campo                    |
| 39    | Plaza de España – Colonia San Ignacio de Loyola |
| 41    | Atocha – Colonia Manzanares                     |
| 44    | Callao – Marqués de Viana                       |
| 45    | Legazpi – Reina Victoria                        |
| 46    | Sevilla – Moncloa                               |
| 55    | Atocha – Batán                                  |
| 61    | Moncloa – Narváez                               |
| 62    | Cristo Rey – Los Puertos                        |
| 64    | Cuatro Caminos – Pitis                          |
| 65    | Jacinto Benavente – Colonia Gran Capitán        |
| 74    | Pintor Rosales – Parque de las Avenidas         |
| 75    | Callao – Colonia Manzanares                     |
| 82    | Moncloa – Pitis                                 |
| 83    | Moncloa – Barrio de la Paz                      |
| 126   | Nuevos Ministerios – Barrio del Pilar           |
| 127   | Cuatro Caminos – Ciudad de los Periodistas      |
| 128   | Cuatro Caminos – Barrio del Pilar               |
| 132   | Moncloa – Hospital La Paz                       |
| 133   | Callao – Mirasierra                             |
| 137   | Ciudad Puerta de Hierro – Fuencarral            |
| 138   | Cristo Rey – San Ignacio                        |
| 158   | Plaza de España - Los Cármenes                  |
| 160   | Moncloa – Aravaca                               |
| 161   | Moncloa – Aravaca Sur                           |
| 162   | Moncloa – El Barrial                            |
| 163   | Estación de Aravaca - El Plantío                |
| 164   | Moncloa - El Pardo                              |
| C1    | Circular 1                                      |
| C2    | Circular 2                                      |
| A     | Moncloa – Campus de Somosaguas                  |
| F     | Cuatro Caminos – Ciudad Universitaria           |
| G     | Moncloa – Ciudad Universitaria                  |
| U     | Av. Séneca – Paraninfo                          |
| N18   | Cibeles – Las Águilas                           |
| N19   | Cibeles – Colonia San Ignacio de Loyola         |
| N20   | Cibeles – Pitis                                 |
| N21   | Cibeles – Arroyo del Fresno                     |
| N28   | Moncloa - Aravaca                               |
| N31   | Moncloa - El Pardo                              |
| NC1   | Circular 1                                      |
| NC2   | Circular 2                                      |

| línea     | vías cubiertas sentido ida | vías cubiertas sentido vuelta |
| --------- | --- | --- |
| 1         | Isaac Peral, Arcipreste de Hita, Princesa | Princesa, Isaac Peral |
| 2         | Princesa [...] Avda. Reina Victoria | Princesa [...] Avda. Reina Victoria |
| 16 61     | Fernando El Católico (cabecera) | Fernando El Católico (cabecera) |
| 21        | Marqués de Urquijo, Ferraz | Pº Pintor Rosales, Marqués de Urquijo |
| 25 39 138 | Cuesta de San Vicente | Cuesta de San Vicente |
| 33        | Intercambiador Príncipe Pío (cabecera), Pº del Robledal, Ctra. del Batán, Ctra. del Zarzón, Pº Venta del Batán | Intercambiador Príncipe Pío (cabecera), Pº del Robledal, Ctra. del Batán, Ctra. del Zarzón, Pº Venta del Batán |
| 41        | Pº de la Florida, Ribera del Manzanares | Ribera del Manzanares, Pº Comandante Fortea, Pº de la Florida |
| 44        | Princesa, Isaac Peral [...] Avda. Doctor Federico Rubio y Galí, Ofelia Nieto | Ofelia Nieto, Avda. Doctor Federico Rubio y Galí [...] Isaac Peral, Arcipreste de Hita, Princesa |
| 46        | Cuesta de San Vicente, Pº de la Florida, Avda. de Valladolid, Senda del Rey, Obispo Trejo, Avda. Juan de Herrera, Avda. Arco de la Victoria, Princesa | Princesa, Avda. Juan de Herrera, Avda. de Séneca, Avda. de Valladolid, Pº de la Florida, Cuesta de San Vicente |
| 55 65     | Cº Viejo de Campamento | Cº Viejo de Campamento |
| 62        | Intercambiador Príncipe Pío (cabecera) | Intercambiador Príncipe Pío (cabecera) |
| 64        | Francos Rodríguez, Antonio Machado, Isla de Oza, Nueva Zelanda, Juan José López Ibor | Francos Rodríguez, Antonio Machado, Isla de Oza, Nueva Zelanda, Juan José López Ibor |
| 74        | Plaza de España, Ferraz | Pº Pintor Rosales, Evaristo San Miguel, Princesa |
| 75        | Cuesta de San Vicente, Pº de la Florida, Ribera del Manzanares | Ribera del Manzanares, Pº Comandante Fortea, Pº de la Florida, Cuesta de San Vicente |
| 82        | Princesa, Isaac Peral, Avda. Reyes Católicos, Avda. Complutense, Avda. Paraninfo, Avda. Miraflores, Alfonso Fernández Clausells, San Martín de Porres | San Martín de Porres, José Fentanes, Avda. Miraflores, Avda. Paraninfo, Avda. Complutense, Avda. Arco de la Victoria, Isaac Peral, Arcipreste de Hita |
| 83 133    | Princesa, Avda. Arco de la Victoria, Avda. Puerta de Hierro, Ctra. del Pardo | Princesa, Avda. Arco de la Victoria, Avda. Puerta de Hierro, Ctra. del Pardo |
| 126       | Francos Rodríguez, Avda. Santo Ángel de la Guarda, Alcalde Martín de Alzaga, Antonio Machado, Sinesio Delgado | Francos Rodríguez, Avda. Santo Ángel de la Guarda, Alcalde Martín de Alzaga, Antonio Machado, Sinesio Delgado |
| 127       | Avda. Pablo Iglesias, Francos Rodríguez, Avda. Santo Ángel de la Guardia, Alcalde Martín de Alzaga, Antonio Machado | Avda. Pablo Iglesias, Francos Rodríguez, Avda. Santo Ángel de la Guardia, Alcalde Martín de Alzaga, Antonio Machado |
| 128       | Ofelia Nieto, Villaamil, Cº del Chorrillo | Ofelia Nieto, Villaamil, Cº del Chorrillo |
| 132       | Princesa, Isaac Peral, Avda. Reyes Católicos, Avda. Complutense, José Antonio Novais, Avda. Gregorio del Amo, Pº Juan XXIII, Cº de las Moreras, Almirante Francisco Moreno, Avda. Pablo Iglesias, Francos Rodríguez, Avda. Santo Ángel de la Guarda, Alcalde Martín de Alzaga, Antonio Machado | Antonio Machado, Alcalde Martín de Alzaga, Avda. Santo Ángel de la Guarda, Francos Rodríguez, Avda. Pablo Iglesias, Almirante Francisco Moreno, Cº de las Moreras, Ramiro de Maeztu, José Antonio Novais, Avda. Complutense, Avda. Arco de la Victoria, Isaac Peral, Arcipreste de Hita |
| 137       | Isla de Oza, San Martín de Porres, Juan José López Ibor | Juan José López Ibor, Nueva Zelanda, Isla de Oza |
| 160       | Pº Ruperto Chapí, M-500, Arroyo de Pozuelo, Húmera, Rosas de Aravaca, Golondrina, Ctra. Húmera a Aravaca, Libra, Avda. Osa Mayor, Araquil, Ana Teresa, Pico Ocejón, Gta. María Reina | Gta. María Reina, Avda. Osa Mayor, Ctra. Húmera a Aravaca, Golondrina, Rosas de Aravaca, Húmera, Arroyo de Pozuelo, M-500, Avda. de Séneca, Pº Ruperto Chapí |
| 161       | Pº Ruperto Chapí, M-500, Argentona, Darío Aparicio, Avda. de Valdemarín, La Salle, Blanca de Castilla, Pléyades, Av. Osa Mayor, Golondrina | Golondrina, Ctra. Húmera a Aravaca, Araquil, Ana Teresa, Blanca de Castilla, La Salle, Avda. de Valdemarín, Darío Aparicio, Argentona, M-500, Avda. de Séneca, Pº Ruperto Chapí |
| 162       | Princesa, Avda. Arco de la Victoria, Avda. Puerta de Hierro, Avda. Padre Huidobro, Cº de la Zarzuela, Príncipe de Viana, Deusto, Avda. Nuestra Señora de Begoña, Lasarte, Avda. de Casaquemada, Paradores, Guecho, Avda. de la Victoria                                                        | Avda. de la Victoria, Gobelas, Motrico, Amorebieta, Príncipe de Viana, Cº de la Zarzuela, Avda. Padre Huidobro, Avda. Puerta de Hierro, Avda. Arco de la Victoria, Princesa |
| 164       | Princesa, Avda. Arco de la Victoria, Avda. Puerta de Hierro, Ctra. del Pardo | Princesa, Avda. Arco de la Victoria, Avda. Puerta de Hierro, Ctra. del Pardo |
| C1        | Cuesta de San Vicente, Princesa, Isaac Peral, Pº Juan XXIII, Avda. de la Moncloa, Avda. Reina Victoria | Cuesta de San Vicente, Princesa, Isaac Peral, Pº Juan XXIII, Avda. de la Moncloa, Avda. Reina Victoria |
| C2        | Avda. Reina Victoria, Beatriz de Bobadilla, Pº Juan XXIII, Isaac Peral, Arcipreste de Hita, Princesa, Cuesta de San Vicente | Avda. Reina Victoria, Beatriz de Bobadilla, Pº Juan XXIII, Isaac Peral, Arcipreste de Hita, Princesa, Cuesta de San Vicente |
| A         | Pº Ruperto Chapí, M-500, Ctra. de Húmera | Ctra. de Húmera, M-500, Avda. de Séneca, Pº Ruperto Chapí |
| F         | Avda. Reina Victoria, Beatriz de Bobadilla, Ramiro de Maeztu, José Antonio Novais, Avda. Paraninfo, Profesor Aranguren | Profesor Aranguren, José Antonio Novais, Avda. Gregorio del Amo, Avda. de la Moncloa, Avda. Reina Victoria |
| G         | Princesa, Avda. Complutense, Avda. Paraninfo, Profesor Aranguren | Profesor Aranguren, Avda. Complutense, Avda. Arco de la Victoria, Princesa |
| U         | Avda. Juan de Herrera, Avda. Complutense, Avda. del Paraninfo, Juan del Rosal | Profesor García Santesmases, Avda. Paraninfo, Avda. Complutense, Avda. Arco de la Victoria, Avda. de Séneca, Martín Fierro, Avda. Juan de Herrera |
| N18 N19   | Cuesta de San Vicente | Cuesta de San Vicente |
| N20       | Cuesta de San Vicente, Pº de la Florida, Avda. de Valladolid, Senda del Rey, Obispo Trejo, Avda. Juan de Herrera, Avda. Complutense, Avda. Paraninfo, Avda. Miraflores, Alfonso Fernández Clausells, San Martín de Porres                                                                      | San Martín de Porres, José Fentanes, Avda. Miraflores, Avda. Paraninfo, Avda. Complutense, Avda. Juan de Herrera, Avda. de Séneca, Avda. de Valladolid, Pº de la Florida, Cuesta de San Vicente                                                                                         |
| N21       | Princesa, Isaac Peral [...] Avda. Pablo Iglesias, Francos Rodríguez, Avda. Santo Ángel de la Guarda, Alcalde Martín de Alzaga, Antonio Machado | Antonio Machado, Alcalde Martín de Alzaga, Avda. Santo Ángel de la Guarda, Francos Rodríguez, Avda. Pablo Iglesias [...] Isaac Peral, Arcipreste de Hita, Princesa |
| N31       | Princesa, Avda. Arco de la Victoria, Avda. Puerta de Hierro, Ctra. del Pardo | Princesa, Avda. Arco de la Victoria, Avda. Puerta de Hierro, Ctra. del Pardo |

#### Líneas interurbanas
Además de las líneas que tienen su cabecera en los intercambiadores de Moncloa y Príncipe Pío que no dan servicio a otras vías del distrito, los siguientes prestan también servicio urbano o semiurbano en los barrios del distrito.
| línea                               | vías cubiertas sentido ida                                                                                      | vías cubiertas sentido vuelta                                                                            |
| ----------------------------------- | --- | --- |
| 518                                 | Gta. San Vicente (Intercambiador Príncipe Pío)                                                                  | Gta. San Vicente (Intercambiador Príncipe Pío)                                                           |
| 573 N905                            | Pº Ruperto Chapí, Gta. San Vicente                                                                              | Pº Ruperto Chapí, Gta. San Vicente                                                                       |
| 621 622 623 624 625 627 628 629 655 | Avda. Puerta de Hierro, Avda. Padre Huidobro                                                                    | Avda. Puerta de Hierro, Avda. Padre Huidobro                                                             |
| 651 652 653 654                     | Avda. Puerta de Hierro, Avda. Padre Huidobro, Avda. de la Victoria                                              | Avda. Puerta de Hierro, Avda. Padre Huidobro, Avda. de la Victoria                                       |
| 656                                 | Avda. Puerta de Hierro, Avda. Padre Huidobro, Ana Teresa, Pico Ocejón, Avda. Osa Mayor                          | Avda. Osa Mayor, Araquil, Ana Teresa, Avda. Padre Huidobro, Avda. Puerta de Hierro                       |
| 656A                                | Avda. Puerta de Hierro, Avda. Padre Huidobro, Ana Teresa, Doctor Balmis                                         | Doctor Balmis, Ana Teresa, Avda. Padre Huidobro, Avda. Puerta de Hierro                                  |
| 657                                 | Avda. Puerta de Hierro, Bermeo, La Salle, Ana Teresa, Pico Ocejón, Golondrina, Ctra. de Húmera, Avda. de Europa | Avda. de Europa, Ctra. de Húmera, Araquil, Ana Teresa, Avda. Padre Huidobro, Avda. Puerta de Hierro      |
| 658                                 | Avda. Puerta de Hierro, Avda. Padre Huidobro, M-500, Arroyo de Pozuelo                                          | Avda. Puerta de Hierro, Avda. Padre Huidobro, M-500, Arroyo de Pozuelo                                   |
| 815                                 | Ctra. del Pardo, Bermeo, La Salle, Avda. de Valdemarín, Pico Ocejón, Avda. Osa Mayor                            | Avda. Osa Mayor, Pico Ocejón, Avda. Padre Huidobro, Ctra. del Pardo                                      |
| N504                                | Gta. San Vicente                                                                                                | Gta. San Vicente                                                                                         |
| N901                                | Avda. Puerta de Hierro, Avda. Padre Huidobro, Pº de la Ermita, Ana Teresa, Pico Ocejón, Avda. Osa Mayor         | Avda. de la Victoria, Avda. Padre Huidobro, Avda. Puerta de Hierro                                       |
| N902                                | Avda. Puerta de Hierro, Avda. Padre Huidobro, M-500, Arroyo de Pozuelo, Ctra. de Húmera, Avda. de Europa        | Avda. Puerta de Hierro, Avda. Padre Huidobro, M-500, Arroyo de Pozuelo, Ctra. de Húmera, Avda. de Europa |
| N903                                | Avda. Padre Huidobro                                                                                            | Avda. Padre Huidobro                                                                                     |
| N906                                | Avda. Puerta de Hierro, Avda. Padre Huidobro, Avda. de la Victoria                                              | Avda. Osa Mayor, Ana Teresa, Avda. Padre Huidobro, Avda. Puerta de Hierro                                |

## Administración y política

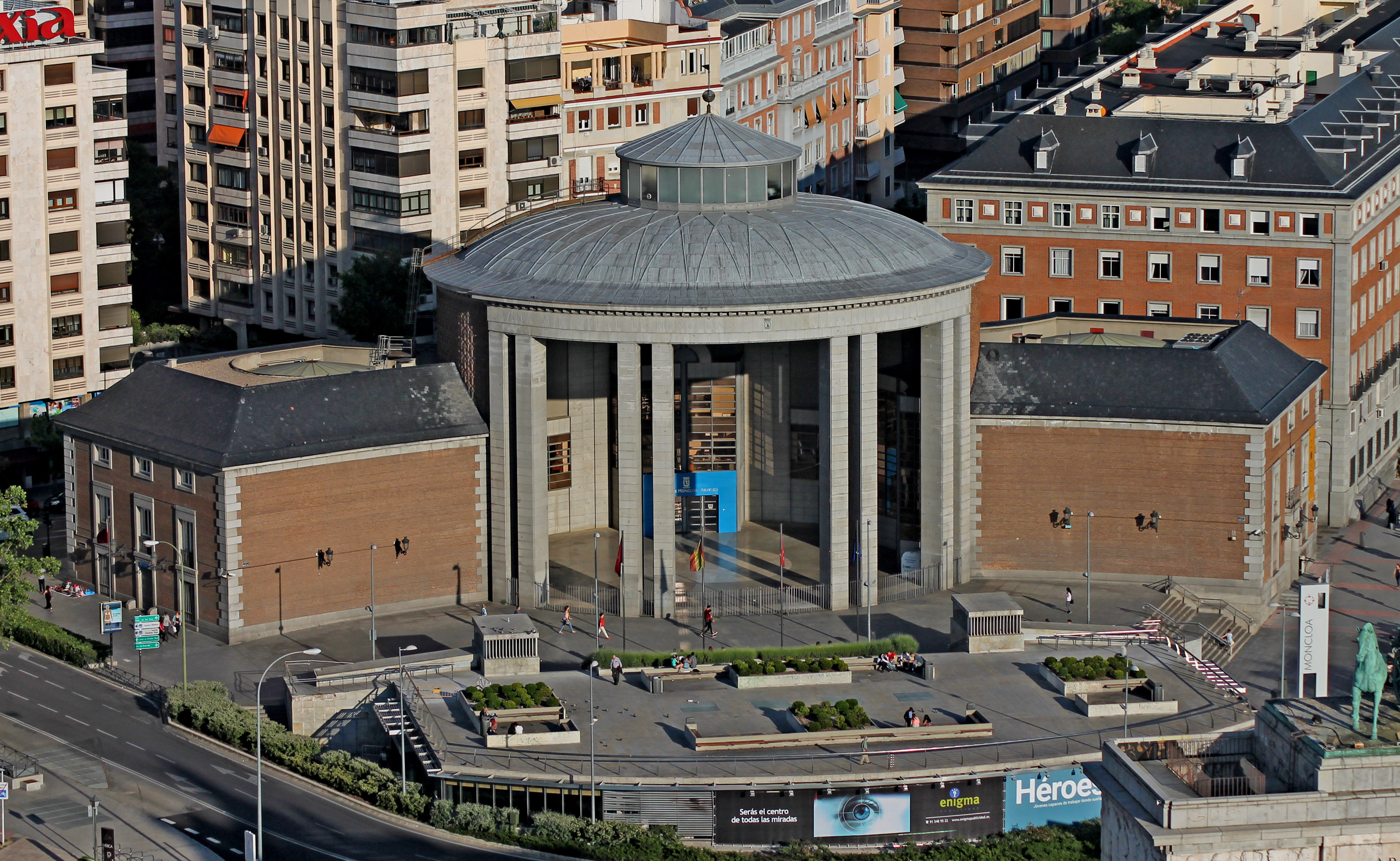
Sede de la Junta Municipal de Distrito

La Junta Municipal del Distrito de Moncloa-Aravaca es un órgano de desconcentración del Ayuntamiento de Madrid que surgió en la última reordenación territorial. 
En un principio un edificio de la carrera de San Francisco de Madrid acogió la sede de la nueva Junta Municipal del Distrito de Moncloa-Aravaca para trasladarse posteriormente, a finales de la década de los ochenta, al edificio de la Plaza de la Moncloa que ocupa en la actualidad.
El edificio de la Junta Municipal del Distrito de Moncloa-Aravaca, con forma de panteón, había sido construido en el contexto de un proyecto urbanístico que planeó la dictadura franquista para el entorno en el que se encuentra otros edificios monumentales como el Cuartel General del Aire o el Arco de la Victoria. Aunque inicialmente se construyó para otro fin distinto del actual posteriormente fue rehabilitado bajo la dirección del arquitecto municipal Guillermo Costa, para convertirlo en sede administrativa de la Junta Municipal del Distrito de Moncloa-Aravaca. Fue inaugurado siendo Alcalde de Madrid, Juan Barranco Gallardo. 

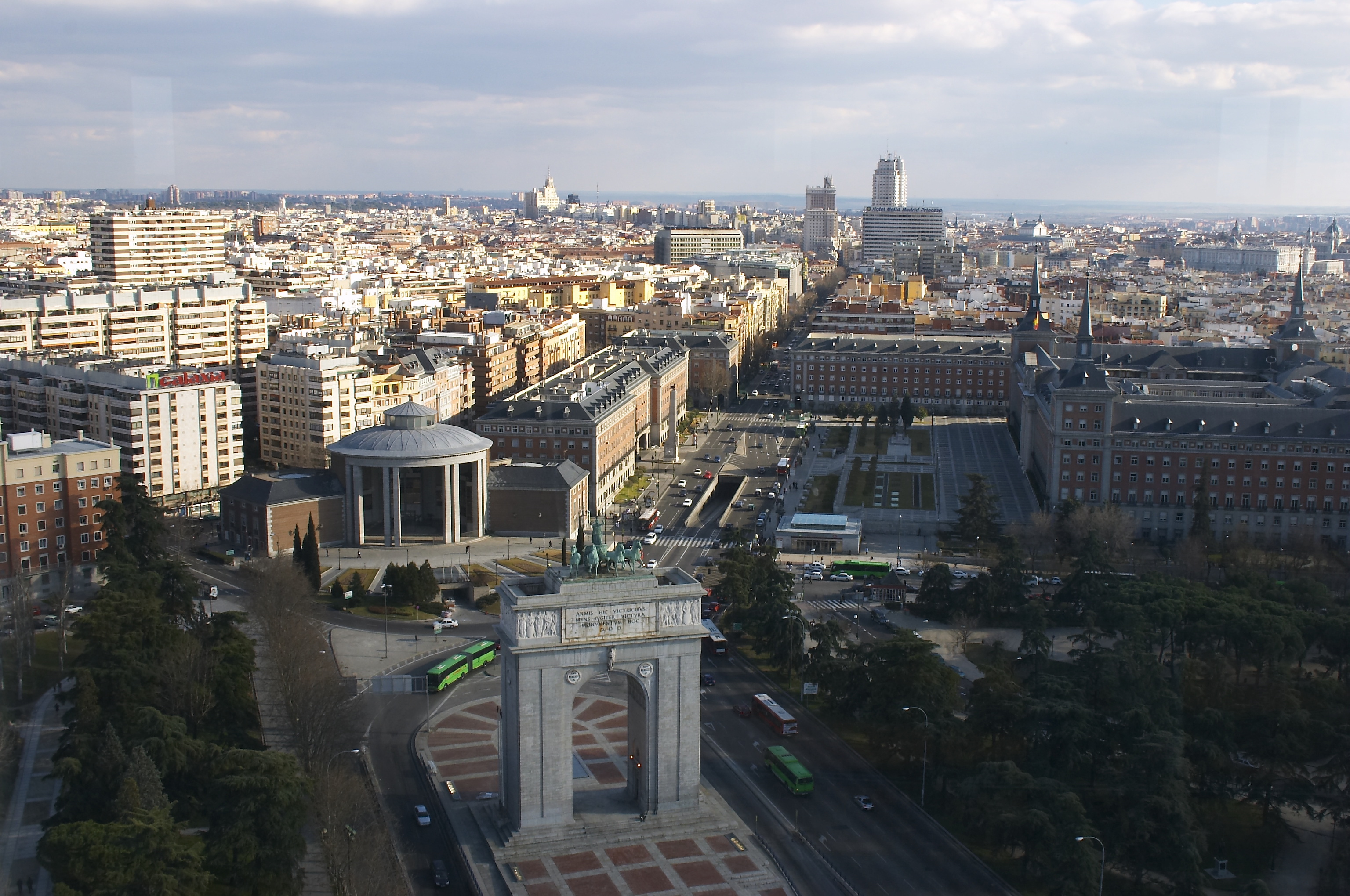
Inmediaciones de la plaza de la Moncloa. Se puede observar el Arco de la Victoria, la Junta Municipal de Moncloa-Aravaca, el intercambiador de transporte de Moncloa, Cuartel General del Ejército del Aire y la calle Princesa

El órgano de representación y de dirección de las Juntas Municipales de Distrito es el Concejal-Presidente, cargo nombrado por Decreto de Delegación del Alcalde de entre los Concejales miembros de la Corporación. Desde su creación han ostentado el cargo de Concejales-Presidentes de la Junta Municipal del Distrito de Moncloa-Aravaca concejales de distinto signo político; los socialistas Joaquín García Pontes, Pilar García Peña y José García Ogaya, o los concejales del Partido Popular Ricardo Peydró Bázquez, Luis Molina Parra, Alfredo Timermans del Olmo, José Nieto Antolinos o María Dolores Navarro Ruiz. 
En la legislatura que comenzó en 2003 fue nombrado por Decreto de Delegación del alcalde de Madrid el edil del Partido Popular Manuel Troitiño Pelaz. En la legislatura que comenzó en 2007 Manuel Troitiño fue sucedido en el cargo por Álvaro Ballarín Valcarcel.
| Partidos                  | Votos  | Porcentaje |
| ------------------------- | ------ | ---------- |
| PP                        | 34 903 | 50.11 %    |
| Cs                        | 11 914 | 17.11 %    |
| Podemos-IU-Equo-CLIAS     | 10 872 | 15.61 %    |
| PSOE                      | 10 146 | 14.57 %    |
| PACMA                     | 533    | 0.77 %     |
| Vox                       | 445    | 0.64 %     |
| UPyD                      | 291    | 0.42 %     |
| Recortes Cero-Grupo Verde | 77     | 0.11 %     |
| FE de las Jons            | 34     | 0.05 %     |
| PCPE                      | 33     | 0.05 %     |
| PH                        | 29     | 0.04 %     |
| SAIN                      | 26     | 0.04 %     |
| P-LIB                     | 11     | 0.02 %     |